# Aleksander Orłowski (muzyk)
Aleksander Orłowski (ur. 7 sierpnia 1862 w Kozowie, zm. 2 sierpnia 1932 w Oświęcimiu) – polski działacz plebiscytowy, dyrygent chórów, kompozytor i organizator życia muzycznego, urzędnik pocztowy, radny.
Orłowski urodził się 7 sierpnia 1862 roku w miasteczku Kozowa w powiecie brzeżańskim (obecnie miasto na terenie państwa Ukraina w obwodzie tarnopolskim). Pracował we Lwowie jako urzędnik pocztowy. Działał – również we Lwowie – jako kierownik chóru „Echo-Macierz”, a następnie jako dyrygent w Brzeżanach, Krakowie, Gdańsku. Od 1902 mieszkał w Oświęcimiu.

## Działalność na rzecz Królewskiego Miasta Oświęcimia
Aleksander Orłowski został wybrany radnym na posiedzeniu Rady Gminnej w dn. 21 maja 1909 roku. Jako radny począwszy od 16 listopada 1910 roku był wielokrotnie członkiem delegacji z postulatami gminy do władz centralnych w Wiedniu, a także na konferencje władz i delegatów we Lwowie (20 marca 1912 roku) i w Krakowie (27 marca 1919).
Postulaty dotyczyły istotnych w tym czasie dla mieszkańców miasta problemów:
- budowę mostu żelaznego na Sole
- przebudowę i przesunięcie w kierunku miasta dworca i stacji kolejowej oraz budowę czynszowych domów kolejowych
- uruchomienie, w trakcie budowy kanałów spławnych dla Galicji, portu rzecznego pod Oświęcimiem

Orłowski opracował w lipcu 1924, wraz z Michałem Gawlińskim memoriał w sprawie przyłączenia do Oświęcimia części gminy Brzezinka z dworcem kolejowym, który nosił nazwę „Oświęcim”, lecz leżał katastralnie w gminie Brzezinka.
Pracując w komisjach gminy i starostwa w Oświęcimiu angażował się m.in. w:
• przygotowania do budowy linii tramwajowej z dworca kolejowego do miasta;
• uruchomienie publicznych wodociągów w Oświęcimiu;
• budowę szkoły średniej w mieście;
• budowę wałów na Zasolu i Krukach (często powtarzające się wylewy Soły).
Zabiegał również 22 czerwca 1927 roku w Ministerstwie Rolnictwa o budowę wielkiego spichlerza zbożowego w Oświęcimiu.

## Działalność plebiscytowa
Działalność polskich organizacji plebiscytowych na Górnym Śląsku wspomagana była przez różne towarzystwa i komitety również poza jego granicami. Wymienić należy tutaj zwłaszcza Towarzystwo Obrony Kresów Zachodnich Polski w Krakowie, upoważnione przez władze polskie, do przygotowania akcji plebiscytowej na zachodnich terenach polskich.
Delegatem do spraw plebiscytowych na terenie powiatu oświęcimskiego został w październiku 1920. Aleksander Orłowski, znany w Krakowie z koncertów organizowanych w miastach i gminach powiatu oraz na ziemi śląskiej, którymi – jak powszechnie mawiano – walczył pieśnią polską o polskość Śląska.
Orłowski zorganizował w Oświęcimiu Powiatowy Komitet Plebiscytowy, którego zadaniem było prowadzenie akcji agitacyjnej na rzecz plebiscytu na Górnym Śląsku. Komitet został powołany oficjalnie na zebraniu rady gminy 30 grudnia 1920 roku, jego przewodniczącym został Roman Mayzel, a sekretarzem A. Orłowski. Komitet funkcjonował do końca 1921.
4 lutego 1921 roku delegacja w składzie R. Mayzel, A.Orłowski i Michał Bałanda udała się do Bytomia, aby otrzymać od samego Wojciecha Korfantego odpowiednie wskazówki w sprawie działania. Zgłoszono nawet Korfantemu gotowość zorganizowania odpowiednich kursów i wysłania na Górny Śląsk przeszkolonych agitatorów. Korfanty propozycję jednak odrzucił i oświadczył, że teren plebiscytu jest do głosowania przygotowany, co jak się później okazało, nie do końca było prawdą.
Powiatowy Komitet Plebiscytowy przeprowadził rejestrację wszystkich uprawnionych do głosowania, organizował wiece i koncerty agitacyjne, gromadził fundusze na zapomogi i zaopatrzenie aprowizacyjne dla osób mających wyjeżdżać do miejscowości, w których się urodzili by tam głosować. Komitet zorganizował wreszcie sam wyjazd dla osób uprawnionych, którzy poprzez Dziedzice w dn. 20 marca 1921 roku udali się na Górny Śląsk.
Po III powstaniu śląskim z ramienia Komitetu Orłowski odwiedzał obozy, w których ulokowani zostali powstańcy; w Dworach, Babicach oraz w tzw. nowej osadzie barakowej w Oświęcimiu III, w której już od pierwszych miesięcy 1920 przebywało ok. 4 tys. uchodźców ze Śląska Cieszyńskiego. Organizował też dla powstańców wycieczki do Krakowa i Wieliczki, a także zaopatrzenie przede wszystkim w odzież i buty.
Za zasługi dla akcji plebiscytowej na Górnym Śląsku Orłowski został odznaczony 13 września 1921 roku w Krakowie.

## Działalność muzyczna
Orłowski nie ukończył studiów muzycznych, a wiedzę muzyczną zdobywał jako samouk. Będąc dyrygentem, dzięki dobrej znajomości techniki chóralnej, potrafił wydobyć z zespołu wszystkie elementy składające się na dobre wykonanie.
W roku 1887 został członkiem honorowym Polskiego Towarzystwa Śpiewackiego „Echo-Macierz” we Lwowie, które założył w 1887 Julian Maria Fontana. W latach 1893–1894 był jego dyrygentem artystycznym. Wzorując się na poprzednikach przyczynił się do szerszego uwzględniania w repertuarze chóru pieśni polskich.
W Oświęcimiu w 1902 Orłowski założył chór męski „Kółko Śpiewackie”, który polską pieśnią umacniał wśród społeczeństwa przygranicznych terenów wiarę w spełnienie w najbliższym czasie polskich marzeń o wolności.
Operując stosunkowo niewielkim warsztatem kompozytorskim, pisał proste utwory chóralne, zwłaszcza na chór męski. Jego najbardziej znane utwory to Stepy akermańskie (według Adama Mickiewicza) oraz marsz żałobny W mogile ciemnej śpij na wieki.
Orłowski opracowywał też na chóry męskie pieśni ludowe i narodowe: Idą legiony,  Straż nad Odrą, Naprzód drużyno strzelecka oraz suitę złożoną z pieśni patriotycznych (ok. 1895). Suita owa była kompozycją, która w 1905 stała się przyczyną zatargu z Janem Gallem, następcą Orłowskiego w chórze „Echo-Macierz” we Lwowie. Orłowski zarzucił Gallowi plagiat, ten udowodnił jednak ponad wszelką wątpliwość, że jego opracowanie różni się dość istotnie od opracowania Orłowskiego, a przy okazji wytknął mu błędy harmoniczne.
Ważnym wydarzeniem dla Oświęcimia był koncert 7 lutego 1915 roku poświęcony rocznicy powstania styczniowego, z udziałem Józefa Piłsudskiego. Przybyłemu brygadierowi zgotowano serdeczne przyjęcie, a chór męski „Kółko Śpiewackie” prowadzony przez Orłowskiego, wykonał skomponowaną przez niego specjalnie na tę uroczystość pieśń Pod broń! do słów Mieczysława Smolarskiego.

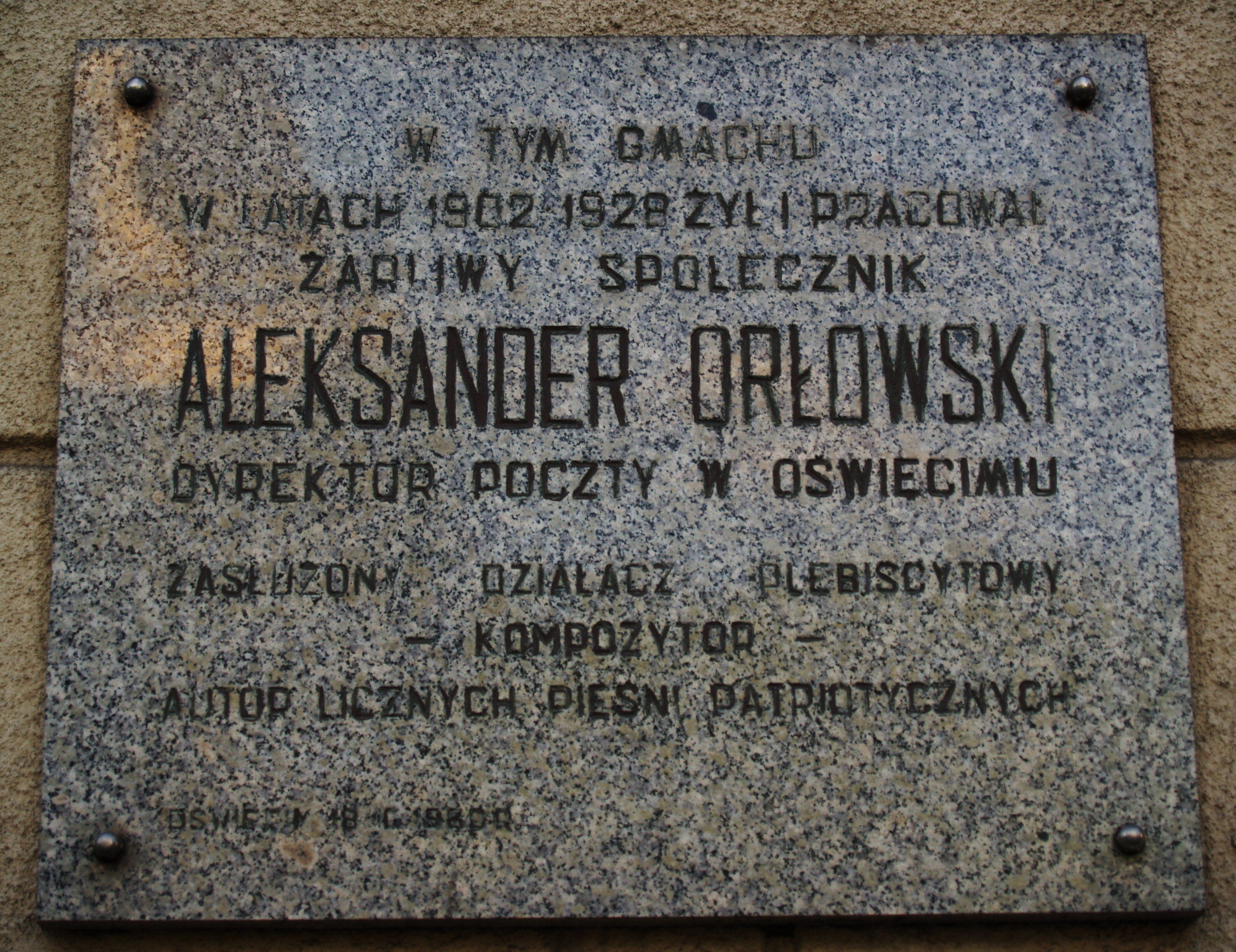
Tablica pamiątkowa na budynku Poczty Głównej w Oświęcimiu

Dla uczczenia połączenia części Górnego Śląska z Macierzą Orłowski skomponował muzykę do słów St. Krawczyka Rwij Odro sina  (tytuł kompozycji muzycznej Straż nad Odrą). Pieśń tę pod batutą Orłowskiego śpiewały połączone chóry w czasie uroczystości jakie odbywały się w od 18 czerwca do 16 lipca 1922 roku na Górnym Śląsku.
Orłowski jest także twórcą Poloneza Weselnego, którego pierwsze cztery takty są hejnałem miasta Oświęcimia.
Aleksander Orłowski zmarł w Oświęcimiu 2 sierpnia 1932. Jego żoną była Stefania, której nazwisko panieńskie nie jest znane.
Działalność Orłowskiego, jego zaangażowanie i zasługi zostały przypomniane we wspomnieniu pośmiertnym na posiedzeniu rady gminy 14 września 1932 roku.
Na budynku Poczty Głównej przy ul. Władysława Jagiełły nr 14, z okazji „Dnia Pracownika Łączności” 22 października 1980 roku odsłonięta została ufundowana przez pocztowców tablica pamiątkowa.